# Valhalla Rising
Valhalla Rising är en dansk-brittisk vikingafilm från 2009 regisserad av Nicolas Winding Refn.

## Handling
Trälen En-Öga tvingas av sina herrar att slåss med andra slavar. En dag får han en vision som hjälper honom att fly tillsammans med en annan, mycket ung träl. De blir rekryterade av några kristna vikingar som ska ansluta sig till ett korståg, men deras skepp bär dem bort till vad som kan vara Nifelheim eller Hel.

## Om filmen
Filmen är inspelad i Skottland. Filmen anspelar på flera historiska händelser såsom de religiösa förföljelserna av asatroende nordbor, vikingarnas upptäckt av Amerika samt upplevelserna av nidstången.

## I rollerna
- Mads Mikkelsen som En-Öga
- Maarten Stevenson som pojken Are
- Ewan Stewart som Eirik
- Gary Lewis som Kare
- Alexander Morton som Barde
- Jamie Sives som Gorm
- Gordon Brown som Hagen
- Stewart Porter som Kenneth